# マティアス・フェルナンデス
マティアス・フェルナンデス（Matías Ariel Fernández Fernández, 1986年5月15日 - ）は、アルゼンチン・ブエノスアイレス出身の元サッカー選手。元チリ代表。現役時代のポジションはミッドフィールダー。

## 生い立ち
父親はチリ人であり、母親はアルゼンチン人である。アルゼンチンの首都ブエノスアイレス郊外のカバリート (Caballito) に生まれ、4歳の時にチリのラ・カレハ (La Calera) に移住した。ふたりの弟がいる。物心が付く前に生誕地のアルゼンチンからチリに移住したため、マティアスは自身をチリ人だとみなしている。

## クラブ

### CSDコロコロ
12歳の時にCSDコロコロの下部組織に入団し、2004年8月1日、ウニベルシダ・デ・チレ戦でトップチームデビューを果たした。その1週間後、CDコブレサル戦で初得点を含む2得点を挙げた。同じシーズンのCDオヒギンス戦では、"Matigol"（マティゴル）というあだ名の由来となるゴールを決めた。クラウスーラ2004では8得点し、優秀な若手選手として知られるようになった。アペルトゥーラ2006ではチーム創設以来24度目のリーグ優勝に貢献し、同年のコパ・スダメリカーナでは6試合で9得点を挙げて決勝に進出したが、決勝でメキシコのCFパチューカに敗れた。2006年は国内リーグで前後期完全優勝を果たし、ボカ・ジュニアーズのロドリゴ・パラシオやフェルナンド・ガゴらを抑えて、南米年間最優秀選手賞に選ばれた。チリ人としては1997年のマルセロ・サラス以来の受賞であった。CSDコロコロで通算112試合出場・57得点という記録を残した。

### ビジャレアルCF
レアル・マドリードやチェルシーFCが獲得に興味を示していたが、2006年10月後半、彼が南米年間最優秀選手賞を受賞する前に、同郷のマヌエル・ペジェグリーニ監督が率いるスペインのビジャレアルCFと契約を結んだ。CSDコロコロには移籍金870万ユーロ（約13億7500万円）が支払われ、違約金は5000万ユーロと高額に設定された。
12月27日にスペインのバレンシア空港に降り立ち、2007年1月7日のバレンシアCF戦 (0-1) でデビューした。バレンシアCF戦の3ヶ月後のヒムナスティック・タラゴナ戦 (3-0) で移籍後初得点を決めた。2006-07シーズンのレアル・マドリード戦ではマルコス・ガルシアの得点をアシストし、クラブ史上初めてとなるレアル・マドリードからの勝利に貢献した。2007-08シーズンは30試合に出場して3得点し、クラブ最高の成績となる2位に貢献した。2009年5月10日、すでにリーグ優勝を決めていたFCバルセロナ相手にペナルティキックを決め、3-3の引き分けに持ち込んだ。しかし、2シーズン半で70試合の出場（そのうち先発出場は30試合）に終わり、期待に見合う活躍をしたとはいえなかった。

### スポルティングCP
エルネスト・バルベルデ新監督はマティアスを余剰戦力だと考えていたため、2009年7月1日、ポルトガル・スーペル・リーガのスポルティングCPと契約を結んだ。移籍金は365万ユーロ（ただし、出場試合数によって50万ユーロが加算される可能性がある）で契約期間は4年。10月27日のヴィトーリア・ギマランイス戦 (1-1) で初得点を決め、その1週間後のCSマリティモ戦 (1-1) でも得点した。UEFAヨーロッパリーグ決勝トーナメント1回戦・エヴァートンFC戦セカンドレグ (3-0) ではロスタイムに得点し、2試合合計4-2で勝ち抜けを決めた。

### フィオレンティーナ
2012年7月12日、ACFフィオレンティーナへ移籍した。契約は4年間で移籍金は250万ユーロ。

### ミラン
2016年8月31日、恩師ヴィンチェンツォ・モンテッラ率いるACミランへのレンタル移籍が決定。

### ネカクサ
2017年9月4日、クルブ・ネカクサへ移籍した。

### アトレティコ・ジュニオール
2019年2月4日、アトレティコ・ジュニオールへ移籍した。

## 代表

### 世代別代表
世代別代表としてはU-17チリ代表とU-20チリ代表に招集されている。2005年にはU-20チリ代表のキャプテンとして2005 FIFAワールドユース選手権に出場し、ニコラス・カナレス (Nicolás Canales) 、カルロス・ビジャヌエバ、ホセ・ペドロ・フエンサリーダ (José Pedro Fuenzalida) などと一緒に戦った。7-0と大勝したU-20ホンジュラス代表戦では1得点を決めた。2回戦のU-20オランダ代表戦に敗れたが、マティアスは全体的に良いプレーを見せた。

### A代表
2005年8月17日、ペルー代表戦でチリA代表デビューを果たした。2006年10月8日、パシフィック・カップのペルー戦では代表初得点を含む2得点を挙げた。2007年にはコパ・アメリカ2007に出場したが、グループリーグ3位でかろうじて決勝トーナメントに進出し、準決勝ではブラジルに1-6で大敗した。2010 FIFAワールドカップ・南米予選では、ペルー戦（ホーム）、コロンビア戦、ペルー戦（アウェー）で得点し、チリ代表の本大会出場に貢献した。南アフリカで開催された2010 FIFAワールドカップ本大会にも選出され、グループリーグのホンジュラス戦 (1-0) とスイス戦 (1-0) に出場した。チリ代表はスペインに次いで2位でグループリーグを通過したが、決勝トーナメント1回戦のブラジル戦に敗れてベスト16に終わった。

## 人物・エピソード
- チリ人の恋人がおり、2008年後半に初子が生まれた。出産に立ち会うためにサンティアゴからビニャ・デル・マールに向かう際に、制限速度違反で罰金を科されている[12]。

- チリ時代からしばしばダビド・ピサーロと比較され[13]、ACFフィオレンティーナでは初めてチームメイトとなった。

## 代表歴

### 出場大会
- チリ代表
  - 2010 FIFAワールドカップ

### 試合数
- 国際Aマッチ 64試合 14得点（2005年-2018年）[14]

| チリ代表 | 国際Aマッチ | 国際Aマッチ |
| 年       | 出場        | 得点        |
| -------- | ----------- | ----------- |
| 2005     | 2           | 0           |
| 2006     | 3           | 2           |
| 2007     | 13          | 2           |
| 2008     | 7           | 1           |
| 2009     | 10          | 2           |
| 2010     | 4           | 0           |
| 2011     | 8           | 4           |
| 2012     | 7           | 3           |
| 2013     | 5           | 0           |
| 2014     | 1           | 0           |
| 2015     | 10          | 0           |
| 2016     | 3           | 0           |
| 2017     | 0           | 0           |
| 2018     | 1           | 0           |
| 通算     | 64          | 14          |

### 得点
| 得点 | 日時           | 場所                 | 相手         | スコア | 結果 | 大会                              |
| ---- | -------------- | -------------------- | ------------ | ------ | ---- | --------------------------------- |
| 1    | 2006年10月8日  | ビニャ・デル・マール | ペルー       | 1–1    | 3–2  | パシフィック・カップ              |
| 2    | 2006年10月8日  | ビニャ・デル・マール | ペルー       | 2–1    | 3–2  | パシフィック・カップ              |
| 3    | 2007年2月7日   | マラカイボ           | ベネズエラ   | 0–1    | 0–1  | 親善試合                          |
| 4    | 2007年10月17日 | サンティアゴ         | ペルー       | 2–0    | 2–0  | 2010 FIFAワールドカップ・南米予選 |
| 5    | 2008年9月10日  | サンティアゴ         | コロンビア   | 4–0    | 4–0  | 2010 FIFAワールドカップ・南米予選 |
| 6    | 2009年3月29日  | リマ                 | ペルー       | 1–3    | 1–3  | 2010 FIFAワールドカップ・南米予選 |
| 7    | 2009年6月6日   | アスンシオン         | パラグアイ   | 0–1    | 0–2  | 2010 FIFAワールドカップ・南米予選 |
| 8    | 2011年3月26日  | レイリア             | ポルトガル   | 1–1    | 1–1  | 親善試合                          |
| 9    | 2011年3月29日  | ハーグ               | コロンビア   | 0–1    | 0–2  | 親善試合                          |
| 10   | 2011年6月19日  | サンティアゴ         | エストニア   | 1–0    | 4–0  | 親善試合                          |
| 11   | 2011年10月7日  | ブエノスアイレス     | アルゼンチン | 3–1    | 4–1  | 2014 FIFAワールドカップ・南米予選 |
| 12   | 2012年2月29日  | フィラデルフィア     | ガーナ       | 1–1    | 1–1  | 親善試合                          |
| 13   | 2012年6月9日   | プエルト・ラ・クルス | ベネズエラ   | 0–1    | 0–2  | 2014 FIFAワールドカップ・南米予選 |
| 14   | 2012年9月11日  | サンティアゴ         | コロンビア   | 1–0    | 1–3  | 2014 FIFAワールドカップ・南米予選 |

## タイトル

### クラブ
CSDコロコロ
- プリメーラ・ディビシオン アペルトゥーラ2006, クラウスーラ2006

ACミラン
- スーペルコッパ・イタリアーナ 2016

クルブ・ネカクサ
- コパ・メヒコ クラウスーラ2018

### 代表
チリ代表
- コパ・アメリカ・センテナリオ（2016年）

### 個人
- 南米年間最優秀選手賞 2006